# Реланд, Адриан
Адриан Реланд (нидерл. Adriaan Reland, лат. Hadrianus Relandus; 17 июля 1676, Рейп, Нидерланды — 5 февраля 1718, Утрехт, Нидерланды) — нидерландский востоковед (гебраист, исламовед), географ, лингвист, нумизмат, поэт.

## Биография
Родился в семье священника Йоханнеса Реланда.
В 11 лет окончил школу. 
Изучал древнееврейский язык и иудейскую литературу в Амстердаме. Учился у Петра Франция (Питера де Франса, 1645—1704), знаменитого амстердамского профессора риторики, истории и греческого языка, оратора и поэта. 
Изучал теологию и философию в Утрехте в 1690 году. Затем учился в Лейдене, где в 1694 году защитил диссертацию по философии. Ему предложили кафедру философии и восточных языков в лейденском университете, но отец не позволил ему работать так далеко от Амстердама.
В последующие годы работал домашним учителем.
В 1699 году стал профессором в Хардервике, но в том же году уволился, чтобы занять кафедру восточных языков в Утрехте. С 1701 года — профессор восточных языков в Утрехте, с 1703 года преподавал также историю евреев. 
Изучая древние монеты, обнаружил еврейские надписи на многих монетах, которые до того считались армянскими.
Занимался составлением карт восточных стран. Например, составил иллюстрированную карту Японии, использовав оригинальную японскую карту, голландские карты гавани Нагасаки и собрание рисунков Atlas Japannensis.
Никогда не выезжал за пределы Нидерландов и все свои труды составлял на основе письменных источников, то есть являлся типичным кабинетным учёным.
Умер от тяжёлой болезни.

## Семья
Был женат на Йоханне Катарине Теелинк, дочери бургомистра Зиерикзее.
В браке родились трое детей.

## Главные труды
- Analecta Rabbinica (Основы раввинизма. Утрехт, 1702).
- De religione Mohammedica libri duo (Две книги о мохаммеданской религии. Утрехт, 1705; 1717).
- Antiquitates Sacrae veterum Hebræorum (Священная история древних евреев. Утрехт, 1705).
- Disserlationes Quinque de Nummis Veterum Hebræorum (Пять исследований о монетах древних евреев. Утрехт, 1709).